# Archetypus fulvipennis
Archetypus fulvipennis is een kever uit de familie van de boktorren (Cerambycidae). De wetenschappelijke naam van de soort is voor het eerst geldig gepubliceerd in 1859 door Francis Polkinghorne Pascoe.